# Музей ближневосточного искусства (Ереван)
Музей ближневосточного искусства (арм. Միջին Արևելքի արվեստի թանգարան) или Музей Среднего Востока — художественный музей в Ереване, представляющий собой коллекцию работ художника Маркоса Григояна в составе Музея литературы и искусства имени Егише Чаренца.

## История
В 1993 году художник Маркос Григорян подарил Армении коллекцию картин, которая вошла в число экспонатов Музея литературы и искусства имени Егише Чаренца. В настоящее время она представляет собой экспозицию «Искусство Среднего Востока», содержащую более 2500 экспонатов и размещённую в трёх залах. В её состав входят материалы начиная с IV века до н. э. и заканчивая творчеством XX века. Основу составляют картины авторства Григоряна, ковры на основе его эскизов и сделанные из земли картины.
Среди экспонатов присутствуют предметы армянского, иранского и европейского прикладного искусства: артефакты из разных провинций Ирана, предметы культа зороастризма, керамика Элама и раннего периода бронзового века, бронза Ванского царства, разные армянские ковры; образцы исламского средневекового искусства, средневековые рукописи, иранская миниатюра, экземпляры гаджарского изобразительного искусства каллиграфия, разные украшения и мода. Значительную часть коллекции Григорян приобрёл, пока жил в Иране: среди экспонатов присутствуют даже такие предметы, как ключи, водопроводные краны, строительные отвесы и дверные ручки.
Одним из экспонатов является ковёр, который Маркосу Григоряну подарил кинорежиссёр Сергей Параджанов, предварительно сочинивший легенду о происхождении ковра и отправивший его в обстановке строгой тайны. Григорян подыграл Параджанову и вместо благодарственного письма или звонка отправил ему несколько артистических фотографий. Ковёр позже стал частью экспозиции под названием «Подарок Еревану»; в том же Музее литературы и искусства хранится любительская запись, на которой запечатлены номера Сергея Параджанова и кинооператора Альберта Явуряна в нью-йоркском отеле. Среди произведений живописи центральное место занимает серия из 13 картин «Ворота Аушвица», созданная Григоряном под впечатлением от событий Второй мировой войны (а именно от преступлений Холокоста).
Передавая свои картины Армении, Григорян потребовал предоставить подобающее помещение для открытия музея его творчества. Однако, несмотря на данные ему властями обещания, выставка не переехала из здания Музея литературы и искусства в отдельное здание ни при жизни Григоряна, ни после его смерти в 2007 году.